# Cerviniopsis smirnovi
Cerviniopsis smirnovi är en kräftdjursart som beskrevs av Por 1969. Cerviniopsis smirnovi ingår i släktet Cerviniopsis och familjen Cerviniidae. Inga underarter finns listade i Catalogue of Life.